# Демократический прорыв
Демократический прорыв (нем. Demokratischer Aufbruch) — оппозиционная политическая партия в ГДР, возникшая в октябре 1989 года как группировка сторонников, официально оформлена 16-17 декабря на съезде в Лейпциге. Председателем был избран юрист Вольфганг Шнур. Состояла из преимущественно церковных деятелей-протестантов, среди видных активистов были священники Райнер Эппельман и Фридрих Шорлеммер, а также будущий канцлер ФРГ Ангела Меркель.
Первоначально идеологией партии был демократический социализм, однако на съезде в декабре произошла переориентация на более правые идеи, при этом члены левого крыла во главе с Шорлеммером вышли из партии. В январе 1990 года партия пользовалась высокой популярностью в ГДР, однако стала стремительно терять популярность из-за публикаций о связях её активистов со Штази. В феврале 1990 года партия вошла в предвыборную коалицию с Немецким социальным союзом и Христианско-демократическим союзом. Партия получила на выборах 0,9 % голосов и 4 места в парламенте. Вскоре после этого Шнур ушёл в отставку как неофициальный сотрудник министерства госбезопасности, его сменил в должности руководителя партии Райнер Эппельман, вскоре назначенный министром обороны в последнем правительстве ГДР. С февраля 1990 года спикером партии была Ангела Меркель.
4 августа 1990 года «Демократический прорыв» вошёл в состав Христианско-демократического союза.

## Известные члены
- Ангела Меркель
- Вольфганг Шнур
- Райнер Эппельман
- Даниэла Дан
- Гюнтер Ноке
- Фридрих Шорлеммер
- Хорст Раш